# Presagio (película de 2023)
Presagio (en francés: Augure) es una película dramática belga de 2023 dirigida por Baloji. 
Fue seleccionada como la candidata belga a la mejor película internacional en los Premios Óscar 2024.

## Sinopsis
Tras pasar años en Bélgica, un joven congoleño regresa a Kinsasa, su ciudad natal, para enfrentarse a los entresijos de su familia y su cultura.

## Reparto
- Lucie Debay como Alice
- Marc Zinga como Koffie
- Eliane Umuhire como Tshala
- Yves-Marina Gnahoua como Mama Mujila